# Kazimierz Łubieński

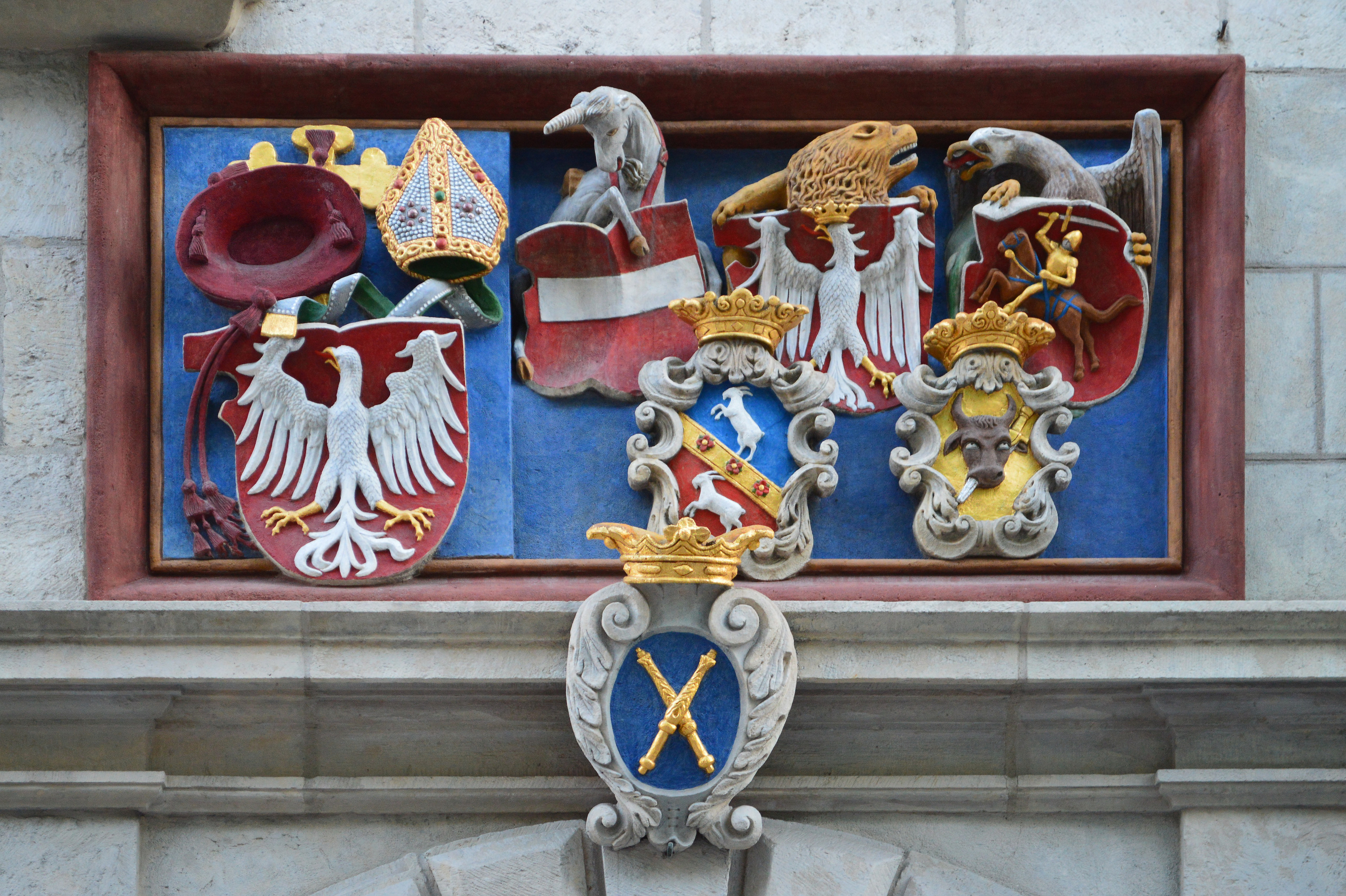
Fryz heraldyczny na budynku Collegium Maius, trzeci z lewej w środkowym rzędzie herb biskupa krakowskiego, kanclerza Akademii Krakowskiej Kazimierza Łubieńskiego

Kazimierz Łubieński herbu Pomian (ur. 1652, zm. 11 maja 1719 w Kielcach) – biskup chełmski w latach 1705–1710. Przeniesiony na biskupstwo krakowskie 10 maja 1710, opat czerwiński w latach 1705-1710.

## Życiorys
Brat Bogusława.
Studiował w Akademii Krakowskiej, następnie w kolegium jezuickim w Rzymie, gdzie uzyskał stopień doktora teologii i przyjął święcenia kapłańskie. W 1675 został kanonikiem krakowskim, a w 1678 sandomierskim. Po śmierci biskupa Jerzego Denhoffa, wobec sprzeciwów Stolicy Apostolskiej co do kolejnych kandydatów na stanowisko biskupa krakowskiego – wakat trwał 8 lat. W tym czasie zarządzał diecezją jako administrator generalny. Był uczestnikiem Walnej Rady Warszawskiej 1710 roku. Po swoim mianowaniu na stolicę krakowską natychmiast zwołał synod diecezjalny w 1711. Synod ten przyczynił się do odnowy życia religijnego duchowieństwa i dyscypliny wśród kleru.
W czasie epidemii zarazy i głodu w 1708 wspierał biednych i chorych, a mieszkańców Krakowa bronił przed obciążeniami podatkowymi i przemocą żołnierzy garnizonowych.
Od zimy 1716 przebywał na dworze Augusta II w Warszawie. W 1717 został wyznaczony senatorem rezydentem. Uczestniczył w obradach sejmu niemego (1717).
Biskup odbudował zniszczoną w wyniku burzy (16 grudnia 1703) wieżę zegarową katedry wawelskiej nakrywając ją nowym pięknym hełmem autorstwa Kacpra Bażanki z postaciami czterech patronów Polski. Doprowadził do koronacji obrazu Matki Boskiej Częstochowskiej.
Dokonał uroczystego podniesienia relikwii św. Jana Kantego umieszczając je w nowej konfesji, której był współfundatorem w akademickim kościele św. Anny.
Dla ubogiej chcącej się uczyć w Krakowie młodzieży szlacheckiej ufundował specjalne stypendia.
Sufragan bp Michał Szembek za zgodą bpa Łubieńskiego sprowadził do Krakowa w 1714 Zakon Sióstr Szarytek, które objęły opieką dom dla porzuconych dzieci, w 1788 siostry założyły szpital pw. św. Łazarza przeznaczony także dla dzieci.
Biskup Kazimierz Łubieński został pochowany w katedrze wawelskiej pod konfesją św. Stanisława.